# Janowiec Wielkopolski (stacja kolejowa)
Janowiec Wielkopolski – stacja kolejowa w Janowcu Wielkopolskim, w powiecie żnińskim, w województwie kujawsko-pomorskim, w Polsce.

## Historia
Obsługuje ruch towarowy. Została otwarta w 1887 roku razem z linią z Gniezna do Nakła nad Notecią. W 1905 roku została wybudowana linia do Skoków.
Na stacji zlokalizowano bocznice, m.in. do zakładów mięsnych oraz zbożowych.